# النص والكلام والحوار
النص والكلام والحوار هو مؤتمر سنوي يتضمن موضوعات حول معالجة اللغة الطبيعية واللغويات الحاسوبية . يعقد المؤتمر كل سبتمبر بالتناوب في برنو وبلزن ، جمهورية التشيك.
تم عقد أول مؤتمر للنص والكلام والحوار في برنو عام 1998.

## ملخص
تطورت سلسلة النص والكلام والحوار كمنتدى رئيسي للتفاعل بين الباحثين في معالجة اللغة المنطوقة والمكتوبة من جميع أنحاء العالم. تشكل وقائع النص والكلام والحوار كتاباً نشرته سبرنغر-فيرملاج في ملاحظات المحاضرة في سلسلة الذكاء الاصطناعي.  تتم فهرسة إجراءات النص والكلام والحوار بانتظام بواسطة فهرس الاقتباس من وقائع مؤتمر طومسون رويترز. علاوة على ذلك ، يتم سرد سلسلة ملاحظات المحاضرة في الذكاء الاصطناعي في جميع قواعد بيانات الاستشهاد الرئيسية مثل الببليوغرافيا الرقمية ومشروع المكتبة أو سكوبس أو EI أو انسبيك أو كومبينديكس . 
يتم تنظيم المؤتمر من قبل كلية المعلوماتية ، جامعة ماساريكفي برنو ، وكلية العلوم التطبيقية جامعة غرب بوهيميا فيبلزن. وهو ممول من قبل الرابطة الدولية للاتصالات الكلامية . 

## مواضيع المؤتمر[4]
- الأصول النصية واللغوية (مجموعات أحادية اللغة ، ومتعددة اللغات ، ونصية ومنطوقة ، ومجموعات ويب كبيرة ، وإيضاح ، ومعاجم متخصصة ، وقواميس)
- التعرف على الكلام (متعدد اللغات ، مستمر ، خطاب عاطفي ، متحدث معاق ، كلمات خارج المفردات ، طريقة بديلة لاستخراج الميزات ، نماذج جديدة للنمذجة الصوتية واللغوية)
- وضع علامات على النص والكلام وتصنيفهما وتحليلهما (التحليل الصرفي والنحوي والتوليف والتوضيح والمعالجة متعددة اللغات وتحليل المشاعر والمصداقية ووضع العلامات للنص والتلخيص التلقائي وإسناد التأليف)
- توليد الكلام واللغة المنطوقة (تركيب الكلام متعدد اللغات وعالي الدقة والغناء بالكمبيوتر)
- المعالجة الدلالية للنص والكلام (استخراج المعلومات ، استرجاع المعلومات ، التنقيب عن البيانات ، الويب الدلالي ، تمثيل المعرفة ، الاستدلال ، الأنطولوجيا ، إزالة الغموض ، اكتشاف الانتحال)
- دمج تطبيقات معالجة النص والكلام (فهم اللغة الطبيعية ، واستراتيجيات الإجابة على الأسئلة ، والتقنيات المساعدة)
- الترجمة الآلية (الترجمة الإحصائية ، القائمة على القواعد ، القائمة على الأمثلة ، الهجينة ، الترجمة النصية والكلامية)
- أنظمة الحوار الآلي (التعلم الذاتي ، متعدد اللغات ، أنظمة الإجابة على الأسئلة ، استراتيجيات الحوار ، العروض في الحوارات)
- الأساليب والنمذجة متعددة الوسائط (معالجة الفيديو ، الرسوم المتحركة للوجه ، تركيب الكلام المرئي ، نمذجة المستخدم ، العواطف ونمذجة الشخصية)

## المتحدثون الرئيسيون السابقون
| سنة  | المتحدثون الرئيسيون                                                                       |
| ---- | ----------------------------------------------------------------------------------------- |
| 2002 | جيمس بوستجوفسكي ، ميشا بافيل ، يوريك ويلكس ، رونالد آلان كول                              |
| 2004 | كينيث تشرش ، باتريك هانكس ، جيمس بوستجوفسكي ، جان أوديجك                                  |
| 2006 | إدوارد هوفي ، لويز جوثري ، جيمس بوستجوفسكي ، إيفا هودليكا                                 |
| 2007 | فريدريك جيلينك ، إيفا هاجيتشوفا ، ديفيد نهامو ، هاينريش نيمان ، ريناتو دي موري            |
| 2008 | جيري هوبس ، إليزابيث شريبيرج ، جرايم هيرست                                                |
| 2009 | تيلمان بيكر ، لويز غوثري ، هاينك هيرمانسك ، فريدريك جيلينك ، إلمار نوث ، روبرتو بيراتشيني |
| 2010 | جون كارول ، كريستيان فيلباوم ، ميروسلاف نوفاك ، فريدريك جيلينك                            |
| 2011 | هينك هيومانسكي ، آدم سبوركا ، سيجفريد كونزمان                                             |
| 2012 | رسلان ميتكوف ، والتر ديليمانس ، آدم كيلجارريف                                             |
| 2013 | هينك هيرمانسكي ، رالف شتاينبرغر ، رون كول ، فيكتور زاخاروف                                |
| 2014 | رالف جريشمان ، برناردو ماغنيني ، سليم روكوس                                               |
| 2015 | هيرمان ناي ، دان روث ، بيورن دبليو شولر ، بيتر د. تورني ، ألكسندر وايبل                   |
| 2016 | هينريش شوتزه ، إيدو دغان                                                                  |
| 2017 | إيفا هاجيتشوفا ، توماس ميكولوف ، مايكل بيتشيني ، وريكو سينريتش ، لوسيا سبيسيا             |
| 2018 | كينيث دبليو تشرش ، بيك فوسن ، إيزابيل ترانكوسو                                            |

## أنظر أيضاً
- تحتوي قائمة مؤتمرات علوم الكمبيوتر على مؤتمرات أكاديمية أخرى.

## روابط خارجية
- بوابة أعضاء ACL
- الموقع الرسمي (النص والكلام والحوار)
- رتبةالملف الشخصي-CC
- حوار النص إلى كلام

قالب:Masaryk University